# Otto E. Passman

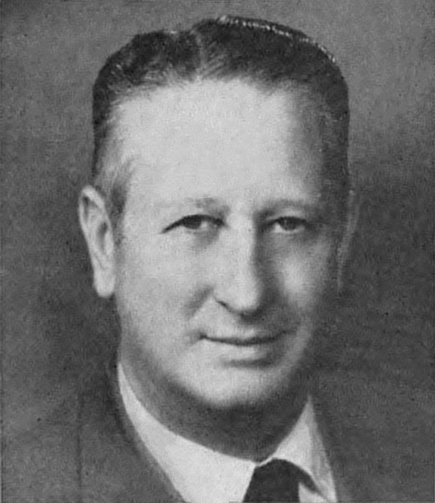
Otto Passman (1973)

Otto Ernest Passman (* 27. Juni 1900 bei Franklinton, Washington Parish, Louisiana; † 13. August 1988 in Monroe, Louisiana) war ein US-amerikanischer Politiker (Demokratische Partei), der den Bundesstaat Louisiana im US-Repräsentantenhaus vertrat.
Passman wurde auf einer Farm nahe Franklinton in Louisiana geboren. Er graduierte an der High School in Baton Rouge und am Soule Business College in Bogalusa. Passman war 1929 bei einem Hersteller von handelsüblichen Kühlschränken beschäftigt und als Vertreiber von Hotel- und Gaststättenzubehörartikeln in Monroe tätig. Ferner war er der Eigentümer der Passman Investment Company. Während des Zweiten Weltkrieges wurde er zum Lieutenant in der United States Navy befördert und diente vom 11. Oktober 1942 bis zu seiner Entlassung am 5. September 1944 im Dienstgrad eines Lieutenant Commander. Anschließend nahm er seine Tätigkeit in seinem Handelsunternehmen wieder auf.
Er war auch in den Jahren 1948, 1952 und 1956 Delegierter zur Democratic National Convention. Ferner wurde er in den 80. und die 14 nachfolgenden Kongresse gewählt, wo er vom 3. Januar 1947 bis zum 3. Januar 1977 tätig war. Er kandidierte noch einmal 1976 erfolglos für den 95. US-Kongress. In seiner Amtszeit im Kongress war er 1956 an der Verfassung des Southern Manifesto beteiligt, das sich gegen die Rassenintegration an öffentlichen Einrichtungen aussprach. Er lebte in Monroe, wo er auch am 13. August 1988 starb.